# 桐山一憲
桐山 一憲（きりやま はつのり、1962年（昭和37年）11月30日）は、日本の実業家。元ザ・プロクター・アンド・ギャンブルカンパニー（P&G）の米国本社プレジデント兼アジア最高責任者。2017年に、グローバルで活躍できる経営者育成を主とする（株）for GLを設立し、代表取締役をつとめる。現在は（株）ファーストリテーリング（ユニクロ事業）及び（株）電通グループのアドバイザー、カルビー（株) 及び　三菱マテリアル(株) の社外取締役を務める。

## 人物
1985年にP&Gファーイーストインク（現在のP&Gジャパン）に入社し、入社4年で営業支店長に抜擢される。その後、米国やカナダ、韓国、シンガポールなどの勤務を経て2007年に日本人として初めてP＆Gジャパンの代表取締役社長に就任した。2012年にはアジア出身者としては初めてP＆G米国本社プレジデント兼アジア最高責任者に就任。グローバルで結果を出せる数少ないトップリーダーとして注目を浴びる。
P＆G社以外ではヒューマン・キャピタル・リーダーシップ・インスティチュート（シンガポール）社外取締役、日本石鹸洗剤工業会副会長、米国・ASEANビジネスカウンシル社外取締役などに加え、国内外における人材育成及びダイバーシティ関連における要職も歴任する。
2012には神戸市より神戸大使を委嘱されている。
2017年 (株) forGLを設立し、30年以上にわたる日本・アジアそしてグローバルでの経営実績と経験をもとに、経営アドバイス及び、グローバルで活躍できるリーダー育成の為の指導・コーチングを開始する。

## 略歴
- 1981年（昭和56年） - 明星高等学校卒
- 1985年（昭和60年） - 同志社大学商学部卒（硬式野球部主将)
- 1985年（昭和60年） - P&Gファー･イースト･インク（現P&Gジャパン）入社
- 2002年（平成14年） - P＆Gノースイーストアジア　バイスプレジデント兼 営業統括本部長（日本・韓国）
- 2005年（平成17年） - P＆G グローバルスキンケア　バイスプレジデント
- 2007年（平成19年） - P&Gジャパン(株) 代表取締役社長
- 2012年（平成24年） - P&G米国本社プレジデント兼アジア最高責任者[1]
- 2016年（平成28年） - beyond global グループ　Executive Advisor[2][3][4]
- 2016年（平成28年） - (株)ファーストリテーリング　ユニクロ事業経営アドバイザー
- 2017年（平成29年） - 株式会社 forGL 代表取締役
- 2017年（平成29年） - 株式会社電通グループ　Executive Advisor
- 2020年（令和2年）　- The Blackstone Group Inc.（JPN)　シニアアドバイザー
- 2023年（令和5年）　- カルビー株式会社 社外取締役
- 2024年（令和6年）　- 三菱マテリアル株式会社　社外取締役

## テレビ出演
- 日経スペシャル カンブリア宮殿 真のグローバル企業とは！ P＆Gの企業戦略に迫る！！（2011年6月9日、テレビ東京）[5]